# 泥金裝飾手抄本

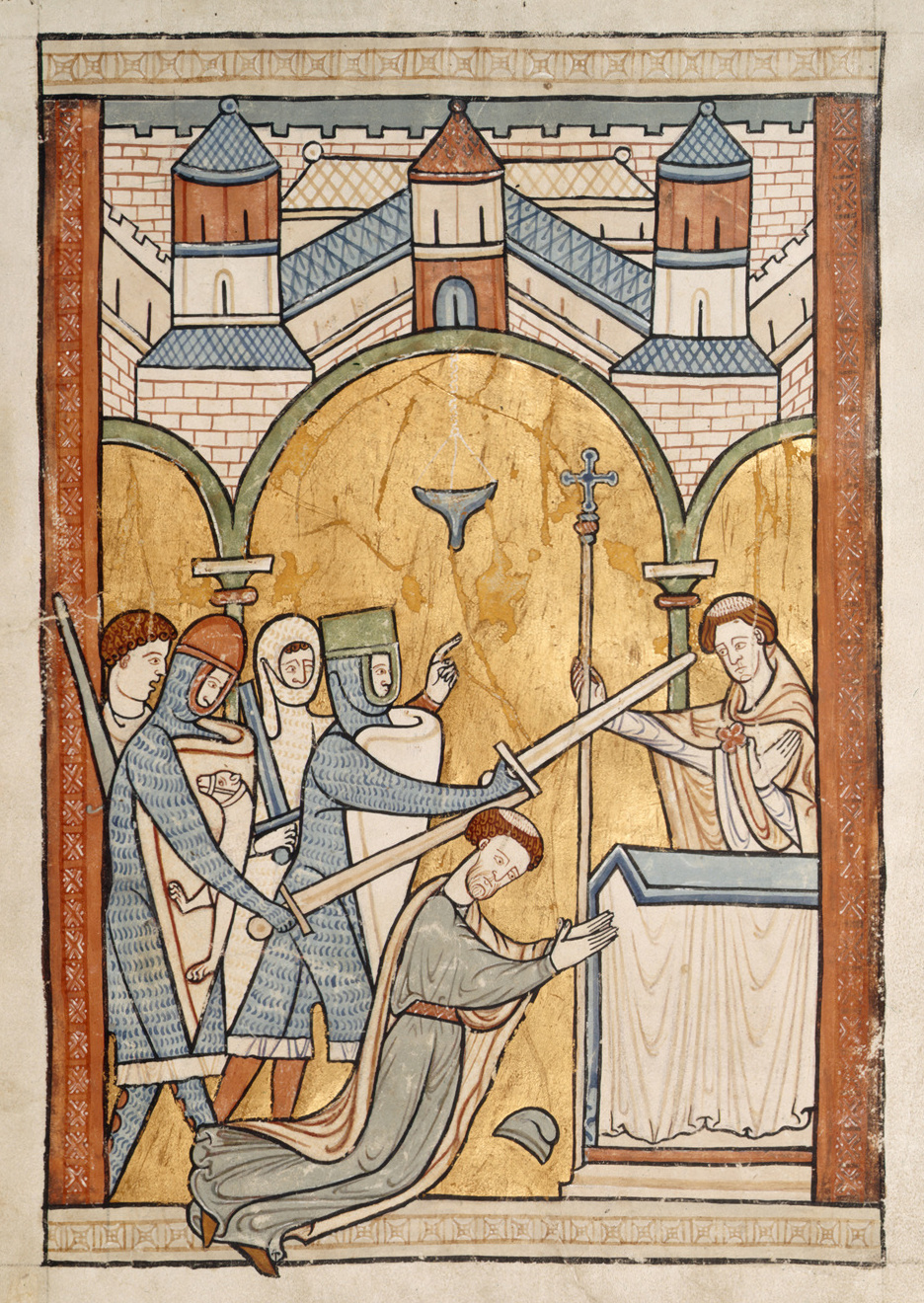
13世紀的泥金裝飾手抄本

泥金裝飾手抄本（英語：illuminated manuscript）是手抄本的一種，其内容通常是关于宗教的，内文由精美的装饰来填充，例如经过装饰性处理的首字母和边框。泥金装饰图形则经常取材自中世纪纹章或宗教徽记。

## 发展历史

### 拜占庭

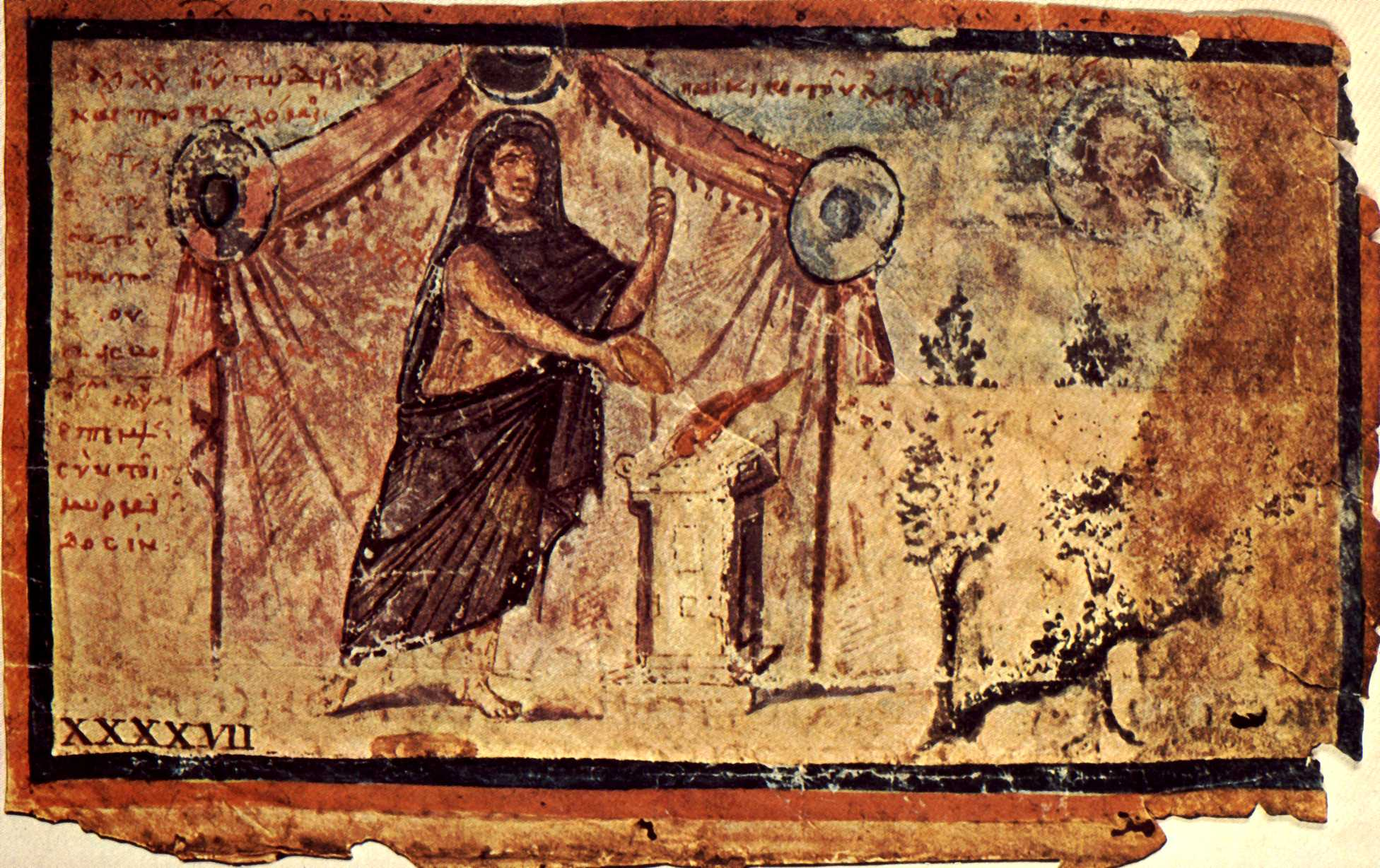
《盎博罗削伊利亚特》中的一页，阿喀琉斯向宙斯献祭

拜占庭帝国发明了羊皮纸，镶嵌画、肖像画在拜占庭建筑中得到了广泛运用。现存最早的泥金裝飾手抄本之一是497年左右抄于君士坦丁堡的《盎博罗削伊利亚特》。

### 爱尔兰和英格兰

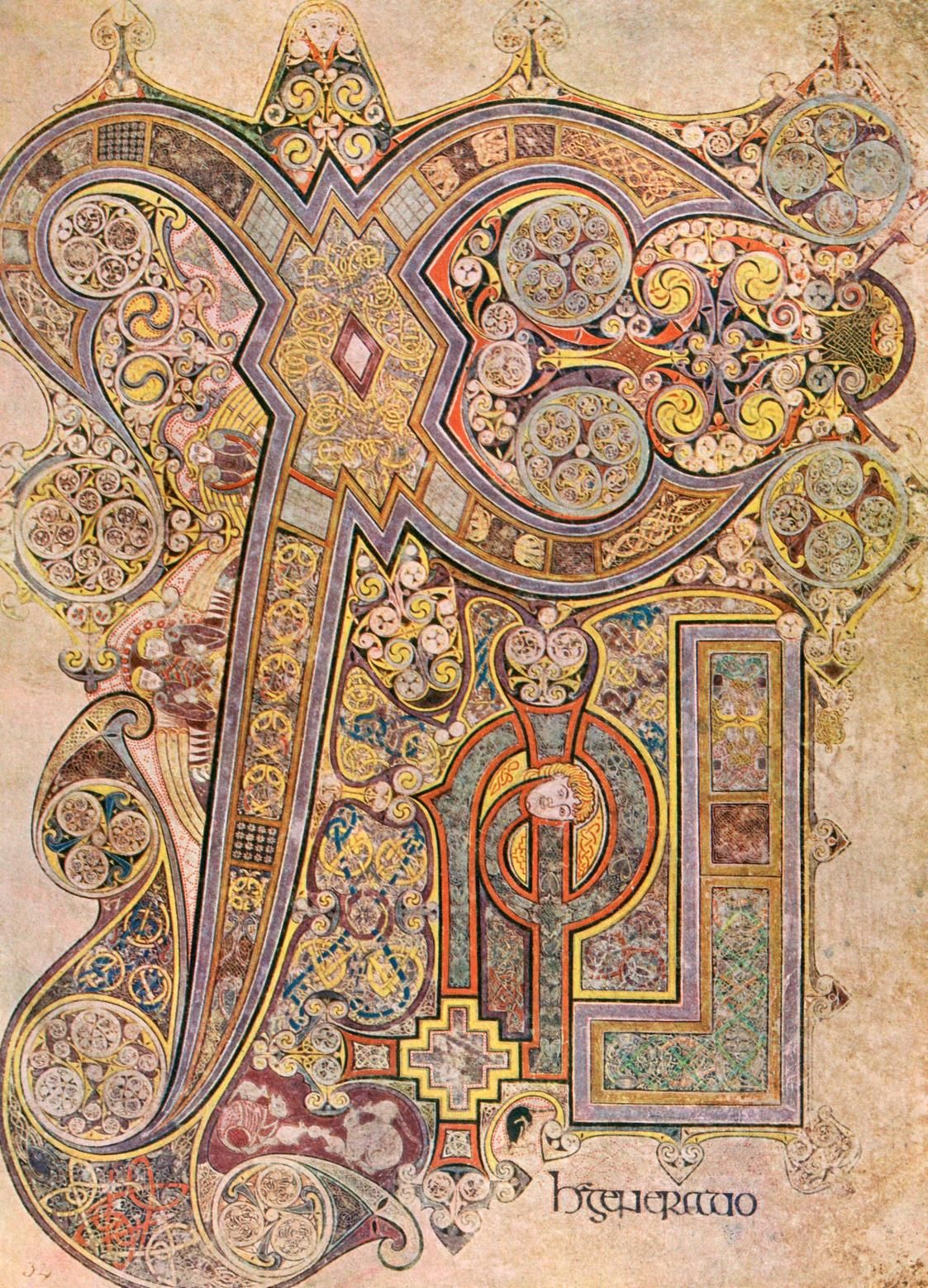
凱爾書圣經“ΧΡ”两个字母的极夸张描绘。

5世纪末，不列颠群岛受罗马影响日益基督教化。6世纪—7世纪，在爱尔兰和英格兰发展了装饰性的插图。它们的绘画具有凯尔特人和盎格鲁-撒克逊人的民族特色，有着风格诡异的构图。
7世纪，爱尔兰修道士把林迪斯法恩变成整个英伦三岛的宗教和文化中心。
凯兰书卷是800年左右由苏格兰西部愛奧那島上的僧侣绘制。这部书由四部福音书组成，每篇短文的开头都有一幅插图，总共有两千幅。

### 卡洛林王朝和奥托王朝时期

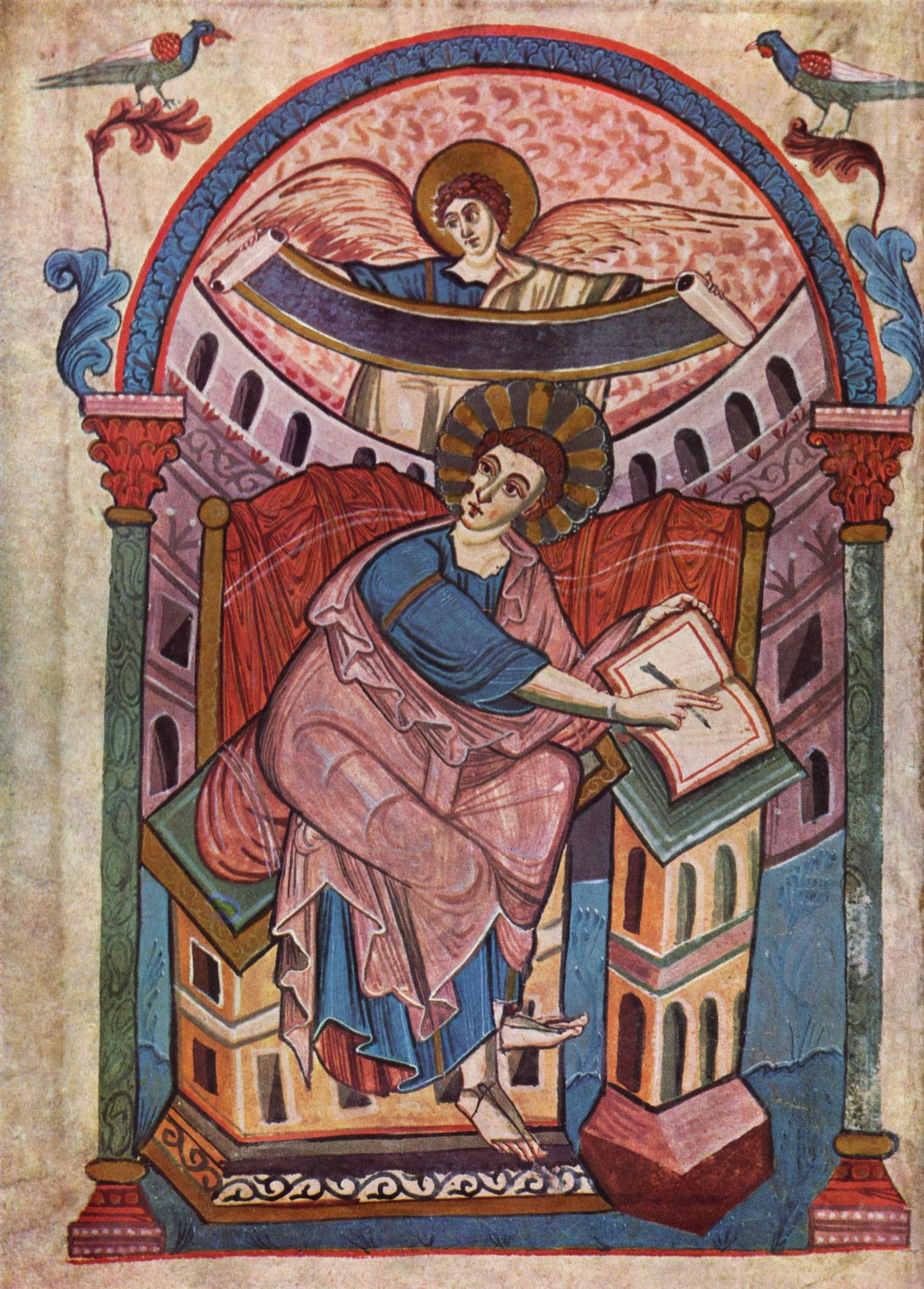
卡洛林王朝时期的手抄本the Ada Gospels

查理曼请来的英国学者把这种艺术带到了欧洲大陆，并发展出了更文雅的欧陆风格。之前，抄写员可以自由选取字体，包括onciale, semi-onciale, capital, rustic。查理曼时期为保证抄本内容的准确性，统一为“卡洛林小写字体”。789年，国王查理曼发布命令，努力统一整个欧洲书籍的版面标准、字体标准、装饰标准。这一时期著名的抄本有：戈德斯卡尔克福音书（781年－783年）、the Lorsch Gospels（778年－820年）、the Ada Gospels、the Soissons Gospels和the Coronation Gospels等。现存的卡洛林王朝时期的手稿有9000册，可见数量之大。

### 哥特风格时期
卡洛林小写字体被哥特体所取代。
《圣丹尼斯传记》中共有27幅插图，其中描绘了当时流行的纤细的哥特式建筑，在表现教会生活之余，也描绘了世俗生活的画面。

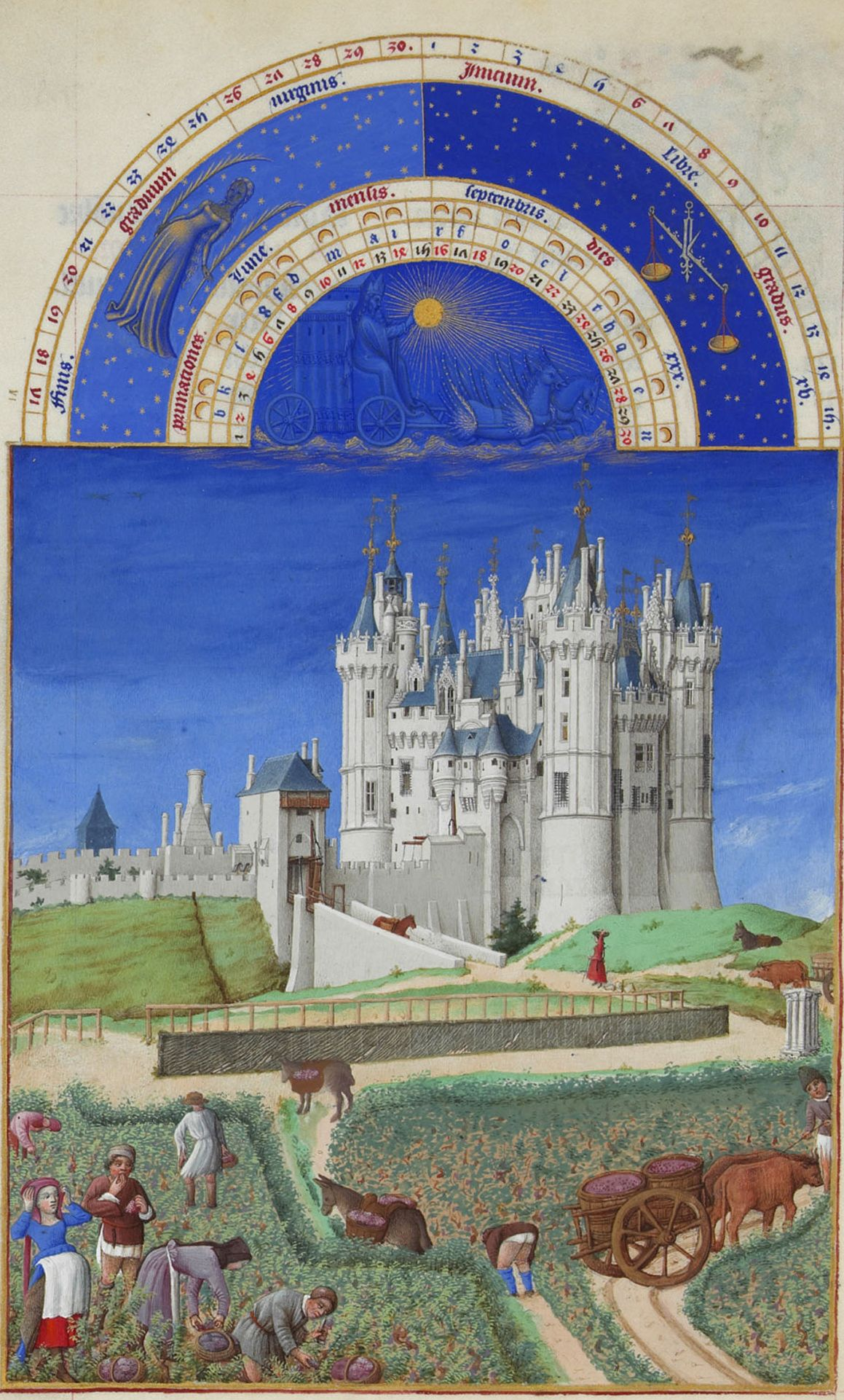
林堡兄弟《时令之书·巴里公爵丰饶的日课经之九月》

哥特式插图中最著名的是尼德兰的宫廷画家林堡兄弟（Paul，Herman，Jean）的《时令之书》（Book of Hours），一本按照日历来安排的祈祷书。
为富裕阶层精心装帧的祈祷书出现：通篇采用哥特字体；叶漩涡饰框架；章节起首字母大写，并配有小巧装饰物；大量使用精美彩画等等。
图画的镶框得到了大量的应用，一种是天线状的植物图案，从首字母延伸出来，最终包围住整个书面文本；另一种是葡萄树图案的类型。

### 文艺复兴时期
人文主义风格的镶框于15世纪出现于意大利，尤其强调满是花朵、飞禽以及一些来自远古的小人物和裸体小爱神的叶饰。

## 技艺
泥金技术是一项复杂和昂贵的工艺过程，因此通常用在有特殊用途的书籍上，例如：祭坛上摆放的圣经。富人通常都拥有贵重的泥金祷告书，这样在礼拜天的很多时候都可以进行祈祷。
在制作泥金手写本的过程中，通常首先抄写内文。按照一定的尺寸裁好羊皮纸后，再经过总体的页面规划设计（首字母、边框等），将纸页用尖木棍固定，抄写者就用鹅毛笔或者苇杆笔沾着墨水开始抄写了。
内文抄写完成后，插画师开始工作。对这些复杂的设计预先要进行策划，或许是使用衬有耐热耐腐蚀的金属板的蜡板草图。然后再影描到皮纸上（可能使用针孔或者其他的手段进行辅助，就像在林迪斯法恩福音書做的那样。）
13世纪，法国常用一种白垩质的制剂，使金箔贴在图画上能显得微微隆起。

## 艺术特点
泥金裝飾手抄本中通常都有下列特色。
1. 華麗的封面裝飾，有些還會鑲嵌寶石。
2. 內頁有時會有框邊風格，每一頁的第一個字母都是特別裝飾的大寫體。
3. 經常有彩色插圖，大部份敘述宗教故事，例如聖徒的傳記，較特別的是也會有製作手抄本的圖片說明。
4. 使用相當多顏色，而且都是天然顏料做成的。

手抄本的书体风格和地方风格、口味紧密相关。黑暗时代早期刚劲的罗马体逐步让位给诸如安色尔体和半安色尔体这样的草书体，尤其是在不列颠群岛发展出了与众不同的书体海岛体（英語：Insular script）。13世纪，结实、纹理丰富的哥德体也首次出现，在中世纪晚期特别流行。

## 備註
1. 泥金和描金都是黄金进行装饰的工艺，泥金是将调制好的金泥堆图形进行填涂，而描金只是用金粉描线。
2. 前现代泥金手抄本列表请参看晚古期、中世纪和文艺复兴泥金手抄本。